# جعفر والی
جعفر والی (زاده ۱۳۱۲ – درگذشته ۲۷ آذر ۱۳۹۵) کارگردان نمایش، هنرپیشه و فیلم‌نامه‌نویس اهل ایران بود.

## زندگی

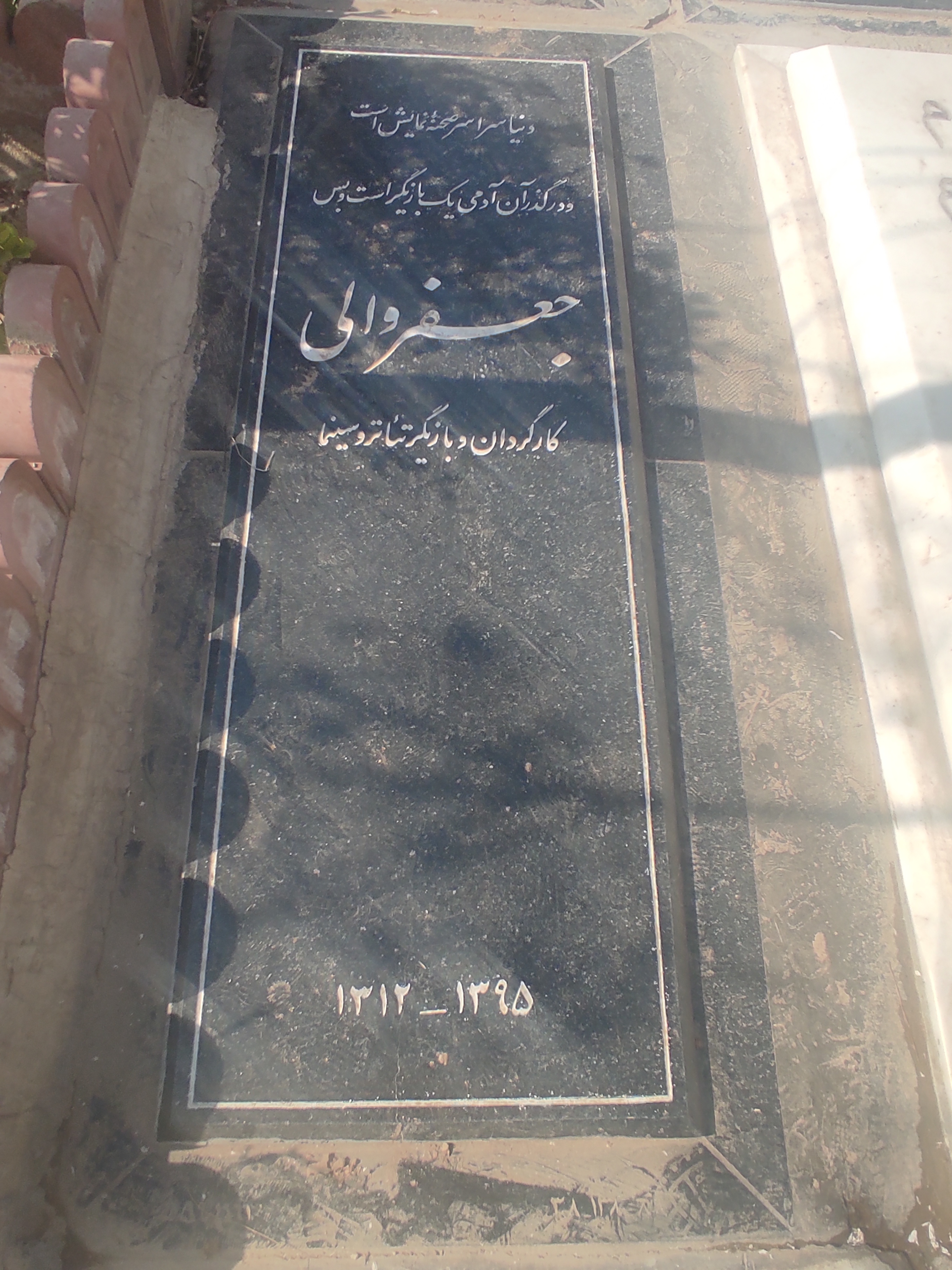
قبر جعفر والی در قطعه هنرمندان بهشت زهرا

والی در سال ۱۳۱۲ در تهران چشم به جهان گشود. از دههٔ ۱۳۳۰ به‌طور حرفه‌ای کار نمایش را آغاز کرد. والی نخستین کسی بود که از بهرام بیضایی و غلامحسین ساعدی نمایش اجرا کرد. در سال‌های بعد بازیگری را آزمود و در فیلم‌های مهمّی مانند ناخدا خورشید نیز بازی کرد.
جعفر والی که از روز ۱۸ آذرماه ۱۳۹۵ به علت بیماری ریوی در بیمارستان تهران کلینیک بستری شده بود، پس از ۹ روز بستری شدن، در ساعت ۹ و ۵۰ دقیقه صبح روز شنبه ۲۷ آذر ۱۳۹۵ درگذشت. پیکر وی روز دوشنبه ۲۹ آذر ۱۳۹۵ در قطعه هنرمندان بهشت زهرا پس از تشییع در کنار داوود رشیدی به خاک سپرده شد.
در مراسم خاکسپاری او هنرمندانی مثل محمود دولت‌آبادی، جمشید مشایخی، سعید پورصمیمی، اکبر زنجانپور، ایرج راد و غیره حضور داشتند.
جمشید مشایخی در این مراسم در پاسخ به اصغر همت (مدیرعامل خانه تئاتر) که قبل از آن گفته بود «والی قصد داشت با همراهی ایرج راد و هرمز هدایت نمایشی را بازتولید کند که قبلاً با جمشید مشایخی و عزت‌اله انتظامی روی صحنه برده بود.» گفت: «در آن نمایش ولی‌اله شیراندامی بازی داشت و شخص دیگری هم جز من نبود… یک ذره دروغ نگوییم، یک ذره همدیگر را الکی بزرگ نکنیم، تا کی چاخان؟... هر چه می‌خواهید به من بگویید، من عمرم را کرده‌ام. الان منتظرم، باید بروم. آن موقع نوکر حکومت و الان هم نوکر حکومت.»
محمود دولت‌آبادی هم با خواندن شعری، گفت: «هیچ‌کس راجع به سال‌ها فترتی که والی و هنرمندان دچارش شدند، حرفی نمی‌زند و من هم حرفی نمی‌زنم.»

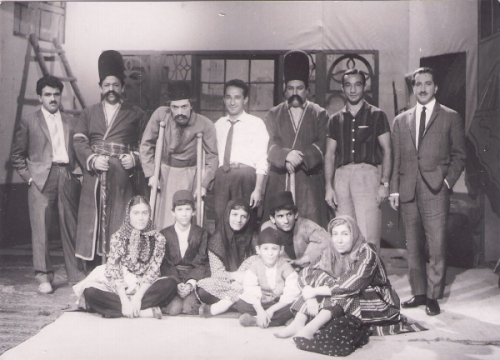
والی همراه بازیگران

## کارنامه هنری

### سینما
| سال  | نام                          | سمت              | کارگردان         |
| ---- | ---------------------------- | ---------------- | ---------------- |
| ۱۳۹۱ | از تهران تا بهشت             | بازیگر           | ابوالفضل صفاری   |
| ۱۳۸۵ | پاداش سکوت                   | بازیگر           | مازیار میری      |
| ۱۳۷۸ | طهران روزگار نو              | بازیگر           | علی حاتمی        |
| ۱۳۷۲ | جاده عشق                     | بازیگر           | رجب محمدین       |
| ۱۳۷۱ | مریم و میتیل                 | نویسنده          | فتحعلی اویسی     |
| ۱۳۷۰ | راه و بیراه                  | بازیگر           | سیامک شایقی      |
| ۱۳۷۰ | مسافران دره انار             | بازیگر           | یدالله نوعصری    |
| ۱۳۶۷ | تا غروب                      | نویسنده کارگردان | جعفر والی        |
| ۱۳۶۷ | باد سرخ                      | بازیگر           | جمشید ملک‌پور     |
| ۱۳۶۶ | بهار در پاییز                | بازیگر           | مهدی فخیم‌زاده    |
| ۱۳۶۶ | پاییزان                      | بازیگر           | رسول صدرعاملی    |
| ۱۳۶۵ | ناخدا خورشید                 | بازیگر           | ناصر تقوایی      |
| ۱۳۶۴ | ستاره دنباله‌دار              | بازیگر           | سیروس کاشانی‌نژاد |
| ۱۳۶۴ | گمشده                        | بازیگر           | مهدی صباغ‌زاده    |
| ۱۳۶۴ | مدار بسته                    | بازیگر           | رحمان رضایی      |
| ۱۳۶۴ | مهمان ناخوانده (فیلم عروسکی) | گوینده گفتار متن | نصرت کریمی       |
| ۱۳۶۳ | گل‌های داوودی                 | بازیگر           | رسول صدرعاملی    |
| ۱۳۶۳ | مردی که زیاد می‌دانست         | بازیگر           | یدالله صمدی      |
| ۱۳۶۲ | دادشاه                       | بازیگر           | حبیب‌الله کاوش    |
| ۱۳۶۲ | ملخ‌زدگان                     | بازیگر           | ناصر محمدی       |
| ۱۳۵۹ | آقای هیروگلیف                | بازیگر           | غلامعلی عرفان    |
| ۱۳۵۹ | گفت هرسه نفرشان              | بازیگر           | غلامعلی عرفان    |
| ۱۳۵۷ | هجرت                         | بازیگر           | میلاد            |
| ۱۳۵۶ | سفر سنگ                      | بازیگر           | مسعود کیمیایی    |
| ۱۳۵۲ | تنگسیر                       | بازیگر           | امیر نادری       |
| ۱۳۵۲ | خاک                          | بازیگر           | مسعود کیمیایی    |
| ۱۳۵۲ | گرگ بیزار                    | بازیگر           | مازیار پرتو      |
| ۱۳۴۸ | گاو                          | بازیگر           | داریوش مهرجویی   |

### تلویزیون
| سال       | نام                              | سمت      | کارگردان        | توضیحات |
| --------- | -------------------------------- | -------- | --------------- | --- |
| ۱۳۹۴–۱۳۹۵ | معمای شاه                        | بازیگر   | محمد رضا ورزی   | در نقش روح‌الله خالقی |
| ۱۳۷۰      | مسافران دره انار                 | بازیگر   | یدالله نوعصری   | در ۶ قسمت ۵۰ دقیقه‌ای از شبکه ۲ پخش شد.                                                                                          |
| ۱۳۵۸–۱۳۶۶ | هزاردستان                        | بازیگر   | علی حاتمی       | در نقش «رئیس نظمیه تهران» |
| ۱۳۵۶      | تله‌تئاتر «شنل»                   | کارگردان | جعفر والی       | شبکه ۲ «فیروز بهجت‌محمدی» در آن بازی کرده بود.                                                                                   |
| ۱۳۵۴      | آتش بدون دود                     | بازیگر   | نادر ابراهیمی   | |
| ۱۳۴۶      | تله‌تئاتر «دست بالای دست»         | کارگردان | جعفر والی       | نویسنده: «غلامحسین ساعدی» |
| ۱۳۴۶      | تله‌تئاتر «دعوت»                  | کارگردان | جعفر والی       | نویسنده: «غلامحسین ساعدی» |
| ۱۳۴۶      | تله‌تئاتر «گرگ‌ها»                 | کارگردان | جعفر والی       | نویسنده: «غلامحسین ساعدی» |
| ۱۳۴۵      | تله‌تئاتر «مسافرین»               | کارگردان | جعفر والی       | |
| ۱۳۴۵      | تله‌تئاتر «از پا نیافتاده‌ها»      | کارگردان | جعفر والی       | نویسنده: «غلامحسین ساعدی» |
| ۱۳۴۵      | تله‌تئاتر «بام‌ها و زیربام‌ها»      | کارگردان | جعفر والی       | نویسنده: «غلامحسین ساعدی» |
| ۱۳۴۴      | تله‌تئاتر «گاو»                   | کارگردان | جعفر والی       | نسخه سینمایی آن در سال ۱۳۴۸، بر اساس داستان چهارم کتاب «عزاداران بیل» اثر «غلامحسین ساعدی»، توسط «داریوش مهرجویی» ساخته شد.     |
| ۱۳۴۴      | تله‌تئاتر «عقل برتر از استعداد»   | کارگردان | جعفر والی       | نویسنده: «غلامحسین ساعدی» |
| ۱۳۴۴      | تله‌تئاتر «ننه انسی»              | کارگردان | جعفر والی       | نویسنده: «غلامحسین ساعدی» |
| ۱۳۴۳      | تله‌تئاتر «عاشق مترسک»            | کارگردان | جعفر والی       | نویسنده: «فیلیس هستینگز» |
| ۱۳۴۳      | تله‌تئاتر «در گوش سالمم زمزمه کن» | کارگردان | جعفر والی       | |
| ۱۳۴۳      | تله‌تئاتر «عروس»                  | کارگردان | جعفر والی       | نویسنده: «فریده فرجام» |
| ۱۳۴۲      | تله‌تئاتر «مترسک‌ها در شب»         | کارگردان | جعفر والی       | نویسنده: «بهرام بیضایی» |
| ۱۳۴۲      | تله‌تئاتر «عظمت در گلزار»         | کارگردان | جعفر والی       | نویسنده: «ویلیام اینچ» |
| ۱۳۴۲      | تله‌تئاتر «خوب نیست، بدشان می‌آید» | کارگردان | جعفر والی       | نویسنده: «عباس حکیم» |
| ۱۳۴۲      | تله‌تئاتر «صبحدم»                 | کارگردان | جعفر والی       | |
| ۱۳۴۲      | پانتومیم «فقیر»                  | بازیگر   | ؟               | نویسنده: «غلامحسین ساعدی» |
| ۱۳۴۲      | تله‌تئاتر «پنجره»                 | بازیگر   | جعفر والی       | «فرزانه تأئیدی» هم در آن بازی کرده بود.                                                                                         |
| ۱۳۴۲      | تله‌تئاتر «سیسیل یا مکتب پدران»   | کارگردان | جعفر والی       | «داوود رشیدی»، «علی نصیریان» و «فرزانه تأئیدی» در آن بازی کرده بودند.                                                           |
| ۱۳۴۱      | تله‌تئاتر «سنگر و خون»            | کارگردان | جعفر والی       | نویسنده: «اولیفنت دادن» |
| ۱۳۴۱      | تله‌تئاتر «دیوانه‌ای روی بام»      | کارگردان | جعفر والی       | نویسنده: «کی‌کوچی کان» |
| ۱۳۴۰      | تله‌تئاتر «آهای کی اونجاست»       | کارگردان | جعفر والی       | نویسنده: «ویلیام سارویان» |
| ۱۳۴۰      | تله‌تئاتر «روغن نهنگ»             | کارگردان | جعفر والی       | نویسنده: «یوجین اونیل» |
| ۱۳۴۰      | تله‌تئاتر «ترانه شادی»            | کارگردان | جعفر والی       | نویسنده: «علی نصیریان» |
| ۱۳۴۰      | تله‌تئاتر «ویولن‌ساز کره‌مونا»      | کارگردان | جعفر والی       | نویسنده: «فرنسوا کرپه» |
| ۱۳۴۰      | تله‌تئاتر «سکه»                   | کارگردان | جعفر والی       | نویسنده: «دیوید پینکی» |
| ۱۳۴۰      | تله‌تئاتر «پست‌خانه»               | کارگردان | جعفر والی       | نویسنده: «رابیندرانات تاگور» |
| ۱۳۴۰      | تله‌تئاتر «شکارگاه»               | کارگردان | جعفر والی       | نویسندگان: «آلفرد سوار» و «لئوپولد مارشال»                                                                                      |
| ۱۳۳۹      | تله‌تئاتر «خانه اجاره‌ای»          | بازیگر   | عزت‌الله انتظامی | در شهریور ۱۳۳۹ پخش شد و در آن «عزت‌الله انتظامی» ، «محمدعلی کشاورز»، «علی نصیریان»، «عزت پریان» و «علی آزاد» هم بازی کرده بودند. |
| ۱۳۳۹      | تله‌تئاتر «طناب»                  | کارگردان | جعفر والی       | نویسنده: «یوجین اونیل» |
| ۱۳۳۹      | تله‌تئاتر «اسب سیرک»              | کارگردان | جعفر والی       | |
| ۱۳۳۹      | تله‌تئاتر «پنجه»                  | کارگردان | جعفر والی       | |
| ۱۳۳۹      | تله‌تئاتر «ده و سه دقیقه»         | کارگردان | جعفر والی       | |

### پشیمانی از بازی در سریال معمای شاه
جعفر والی در جشن سالانه انجمن منتقدان و نویسندگان خانه تئاتر که به مناسبت نکوداشت وی برگزار شد در کلیپی با عنوان «مرغ سحر» که در این جشن پخش شد، ضمن مرور کلی بر کارنامه کاری‌اش از بازی در سریال «معمای شاه» به عنوان یکی از پشیمانی‌های دوره کاری‌اش یاد کرد. او در این باره گفت: «من در طول عمرم یک کار انجام دادم که خیلی پشیمانم؛ سریال «معمای شاه». ما در این دوران زندگی کردیم. والله این‌طور نبود. به خدا این‌طور نبود که این سریال روایت می‌کند».

### مستند یک حضور
در سال ۹۳ مستندی با نام «یک حضور» از زندگی و خاطرات جعفر والی به کارگردانی مجتبی سعادت ساخته شد که این اثر به پیشنهاد جعفر والی «یک حضور» نام نهاده شد.

## جشنواره‌ها
- دیپلم افتخار بهترین فیلم‌نامه (مریم و می تیل) در نهمین دوره جشنواره بین‌المللی فیلم کودکان و نوجوانان - ۱۳۷۲
- کاندیدای بهترین نقش دوم مرد (پاداش سکوت) در بیست و پنجمین دوره جشنواره فیلم فجر - ۱۳۸۵
- کاندیدای بهترین نقش دوم مرد (پاداش سکوت) در یازدهمین دوره جشن خانه سینما - ۱۳۸۶